# Szojuz TMA–12M
A Szojuz TMA–12M a Szojuz TMA–M orosz háromszemélyes szállító/mentőűrhajó űrrepülése volt 2014-ben.

## Személyzet

### Felszállásnál
- Alekszandr Alekszandrovics Szkvorcov (2) parancsnok,  Oroszország
- Oleg Germanovics Artyemjev (1) fedélzeti mérnök,  Oroszország
- Steven Ray Swanson (3) fedélzeti mérnök,  Egyesült Államok

#### Tartalék személyzet
- Alekszandr Mihajlovics Szamokutyajev parancsnok,  Oroszország
- Jelena Olegovna Szerova fedélzeti mérnök,  Oroszország
- Barry Eugene Wilmore fedélzeti mérnök,  Egyesült Államok

Zárójelben azt tüntettük fel, hogy az űrhajósnak ez a küldetés hányadik űrrepülése.

## Küldetés

### Kilövés
A küldetés startja 2014. március 25-én, magyar idő szerint 22:17-kor a kazahsztáni Bajkonurból sikeresen megtörtént. Az utóbbi időben már négy alkalommal követett „gyorsmegoldással” hat órán belül jutottak volna el az űrállomáshoz. A gyors randevúhoz szükséges harmadik pályamódosító manőverhez azonban nem indult be a hajtómű, ezért a biztonság kedvéért kénytelenek voltak visszatérni a régebben használatos kétnapos (34 keringéses) megközelítési tervhez.

### Visszatérés
Visszatérése 2014. szeptember 11-én, magyar idő szerint 4:23-kor történt meg Kazahsztánban, szárazföldre. A Szojuz TMA–12M utasai összesen 169 napot töltöttek a világűrben.